# Canal Kennet et Avon
Le canal Kennet et Avon (en anglais : Kennet and Avon Canal) est une voie d'eau dans le sud de l'Angleterre d’une longueur totale de 140 km (87 miles), composé de deux longueurs de rivière navigable reliées par un canal. Le nom est couramment utilisé pour désigner toute la longueur de la voie navigable et non pas uniquement la section centrale du canal. De Bristol à Bath, la voie navigable suit le cours naturel de la rivière Avon, avant que le canal ne la relie à la Kennet à Newbury, et de là à Reading sur la Tamise. En tout, la voie navigable compte plus de 100 écluses.
Les deux tronçons de rivière ont été rendus navigables au début du XVIIIe siècle, et la section de 92 km (57 miles) du canal a été construite entre 1794 et 1810. À la fin du XIXe et au début du XXe siècle, le canal tombe  progressivement en désuétude après l'ouverture du Great Western Railway. Dans la seconde moitié du XXe siècle, le canal a été restauré par étapes, en grande partie par des bénévoles. Après des décennies de négligence et d’énormes  travaux de restauration, il a été complètement rouvert en 1990. Le canal Kennet et Avon est une destination touristique pour le patrimoine nautique, comme le canoë, la pêche, la marche et le cyclisme ; il est également important pour la conservation de la faune sauvage.

## Histoire

### Premiers plans
L'idée d'une liaison fluviale est-ouest à travers le sud de l'Angleterre a été mentionnée en premier lieu à l'époque élisabéthaine, entre 1558 et 1603, pour profiter de la proximité des rivières Avon et Tamise, distante de seulement 4,8 km (3 miles) à leur point le plus proche. Plus tard, vers 1626, Henry Briggs réalisa une enquête sur les deux rivières et a noté que la bande de terre entre elles était de niveau et facile à creuser. Il a proposé un canal pour les connecter, mais après la mort de Briggs en 1630 le plan a été abandonné. Après la première Révolution anglaise, quatre projets de loi ont été présentés au Parlement, mais tous ont échoué après l'opposition de la noblesse, des agriculteurs et des commerçants qui s'inquiétaient de transport fluviaux moins chers réduisant les frais sur les routes à péages qu'ils contrôlaient, et des denrées alimentaires produites au pays de Galles meilleur marché que ceux produits localement. La principale alternative au transport routier pour le transport de marchandises entre Bristol et Londres était une route maritime dangereuse par le biais de la Manche. Les petits navires à voile côtiers étaient souvent endommagés par les tempêtes dans l'Atlantique, et risquaient d'être attaqués par des navires de guerre de la marine française ou des corsaires durant la succession de conflits avec la France.
Les plans pour un cours d'eau ont été classés jusqu'au début du XVIIIe siècle. En 1723, la navigation sur la rivière Kennet à travers Reading est ouverte. La navigation sur l’Avon de Bristol à Bath a été ouverte en 1727; la première cargaison de la "Deal boards, Pig-Lead and Meal" atteint Bath en décembre. Les deux voies navigables ont été construites pour répondre à des besoins locaux, de manière indépendante l’une de l’autre, mais les deux sous la supervision de l'arpenteur et ingénieur John Hore. En 1788, le prétendu "Canal de l'Ouest» (Western Canal) a été proposé pour améliorer les liens commerciaux et la communication vers les villes telles que Hungerford, Marlborough, Calne, Chippenham et Melksham. L'année suivante, les ingénieurs Granges, Simcock et Weston présentèrent un tracé pour ce canal, mais il y avait des doutes quant à l'approvisionnement en eau. Le nom a été changé de "canal de l'Ouest" à "canal Kennet et Avon" pour éviter toute confusion avec le "Grand Canal de l'Ouest" (Grand Western Canal), qui avait été proposé au même moment.

### Construction

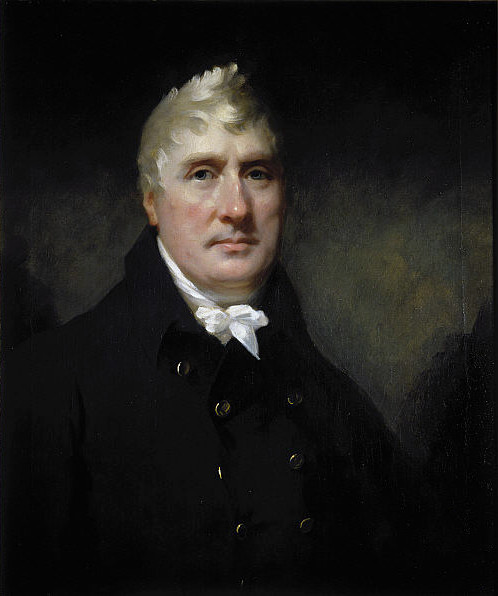
L'arpenteur John Rennie: portrait par Sir Henry Raeburn, 1810

En 1793, une nouvelle enquête a été menée par John Rennie, et le cheminement du canal a été modifié pour prendre un tracé plus au sud à travers Great Bedwyn, Devizes, Trowbridge et Newbury. Le tracé proposé a été accepté par la compagnie du canal Kennet & Avon (Kennet & Avon Canal Company), présidée par Charles Dundas, et la compagnie a commencé à prendre des souscriptions auprès d'actionnaires potentiels. En juillet 1793, Rennie a suggéré de nouvelles modifications à l'itinéraire, y compris la construction d'un tunnel dans la forêt de Savernake. Le 17 avril 1794, la loi sur le canal Kennet & Avon a reçu la sanction royale et la construction a commencé. La section de Newbury à Hungerford a été achevée en 1798, et a été étendue jusqu‘à Great Bedwyn en 1799. La section de Bath à Foxhangers a été terminée en 1804, et les deux ont été reliées par un chemin de fer de fer jusqu'à l'achèvement des écluses Devizes en 1810.
Le canal a ouvert en 1810, après 16 ans de construction. Les structures importantes comprenaient les pont-canaux de Dundas et d'Avoncliff, le tunnel Bruce sous la forêt Savernake, et les stations de pompage de Claverton et de Crofton, nécessaires pour surmonter les problèmes d'approvisionnement en eau. La tâche d'ingénierie finale a été l'achèvement des écluses de Caen Hill à Devizes.

### Fonctionnement

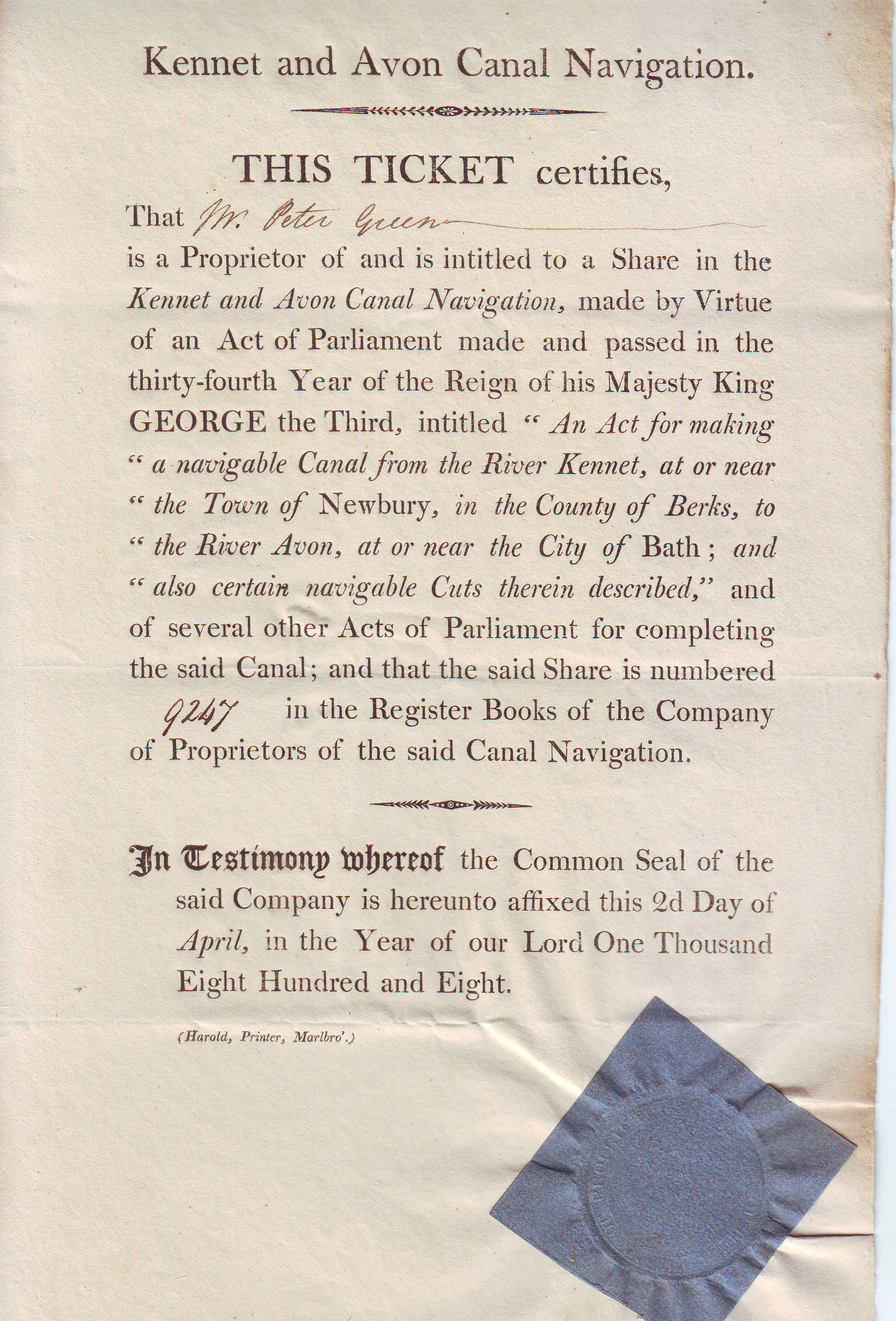
Action du canal Kennet et Avon, émise le 2 avril 1808.

En 1801, le commerce le long du canal a commencé, même si les marchandises devaient être déchargées à Foxhangers au pied de ce qui est maintenant les écluses de Caen Hill, transportés jusqu'à la colline par un chemin de fer hippomobile, et rechargées sur des barges en haut. Lorsque les écluses ont finalement été ouvertes en 1810, permettant au même navire de naviguer sur tout le canal, le coût de transport de Londres à Bath était de 2 £ 9 s 6 d par tonne. Ce coût est à comparer à celui du transport par route, qui était  de  6 £ 3 s à  7 £ par tonne, le commerce sur le canal s’est donc développé. En 1812, la compagnie du canal Kennet & Avon acheta la société Kennet Navigation, qui s'étendait de Newbury à la jonction avec la Tamise à l'embouchure de la Kennet, près de Reading. L'achat à Frederick Page coûta 100 000 £, dont 70 000 livres sterling ont été payées en espèces, le solde étant réglé plus tard. L'achat a été autorisé par la Loi sur la navigation sur la Kennet de juin 1813, ce qui a permis à l'entreprise de réunir les fonds via la vente de 5 500 actions valant  24 £ chacune. Au même moment, des  travaux avaient été entrepris pour améliorer la navigation sur l’Avon, de Bristol à Bath, avec l’achat par la société du canal Kennet & Avon d'une participation majoritaire de la société Avon Navigation en 1816.
En 1818, soixante-dix barges de 60 tonnes étaient en activité sur le canal, la majorité du tonnage étant  constituée par le charbon et les pierres voyageant par l'intermédiaire du canal à charbon du Somerset (Somerset Coal Canal). Le voyage de Bath à Newbury prenait en moyenne trois jours et demi. En 1832, 300 000 tonnes de fret étaient transportées chaque année et, entre 1825 et 1834, la société avait un chiffre d'affaires annuel d'environ 45 000 £.

### Déclin

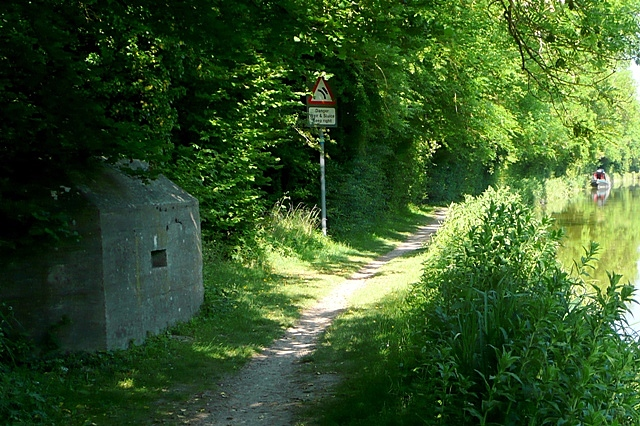
Une casemate de la Seconde Guerre mondiale près de Kintbury

L'ouverture du Great Western Railway, en 1841, a enlevé une grande partie du trafic au canal, même si la Compagnie du Canal a baissé les droits de péage. En 1852, la compagnie ferroviaire a repris l'exploitation du canal, percevant des droits élevés à chaque point de péage et réduisant les sommes dépensées sur l'entretien. Le service de brise-glace a été arrêté avant l'hiver 1857, et les commerçants ont été également encouragés par des tarifs  préférentiels à utiliser le chemin de fer plutôt que le canal. En 1861, la circulation sur le canal de nuit a été interdite, et, en 1865, les bateaux ont été contraints de franchir les écluses par paires afin de réduire la perte d'eau. En 1868, le trafic annuel était tombé de 360 610 tonnes 1848 à 210 567. Dans les années 1870, les prélèvements d’eau du canal, près de l’écluse de Fobney suivaient les prescriptions introduites dans la loi sur le drainage, l’assainissement et l’adduction d'eau du Conseil Local de Reading (Reading Local Board Waterworks, Sewerage, Drainage and Improvements Act), et ont contribué à l'envasement des écluses. Plusieurs quais et portions de chemin de halage ont été fermés. En 1877, le canal a enregistré un déficit de  1 920 £ et n’a jamais plus réalisé de bénéfice.
Le canal à charbon du Somersetshire et le canal de Wilts-et-Berks, qui chacun amenait du trafic depuis le bassin houiller du Somerset aux  rivières Kennet et Avon, ont respectivement fermé en 1904 et 1906. En 1926, à la suite d'une perte de 18 041 £ l'année précédente, la Great Western Railway a cherché à fermer le canal en obtenant un décret du ministère des transports, mais la manœuvre échoua et la société a été forcée d'améliorer l’entretien du canal. Le trafic de cargos de commerce a continué de baisser, mais quelques bateaux de plaisance ont commencé à utiliser le canal.
Au cours de la Seconde Guerre mondiale, un grand nombre de bunkers en béton ont été construits dans le cadre de la ligne GHQ pour se défendre contre une possible invasion allemande. Beaucoup sont encore visibles le long des berges du canal. Ils étaient généralement construits à proximité de ponts routiers et ferroviaires, qui auraient été d'importants points de passage pour les troupes et de véhicules ennemis,. Après la guerre, la Loi sur les transports de 1947 a fait passer le contrôle du canal à la Commission des transports britannique, mais dans les années 1950 une grande partie du canal a été fermée, à la suite d'une brèche dans la rive ouest de le pont-canal d'Avoncliff, due au manque de maintenance des écluses.

### Fermeture évitée

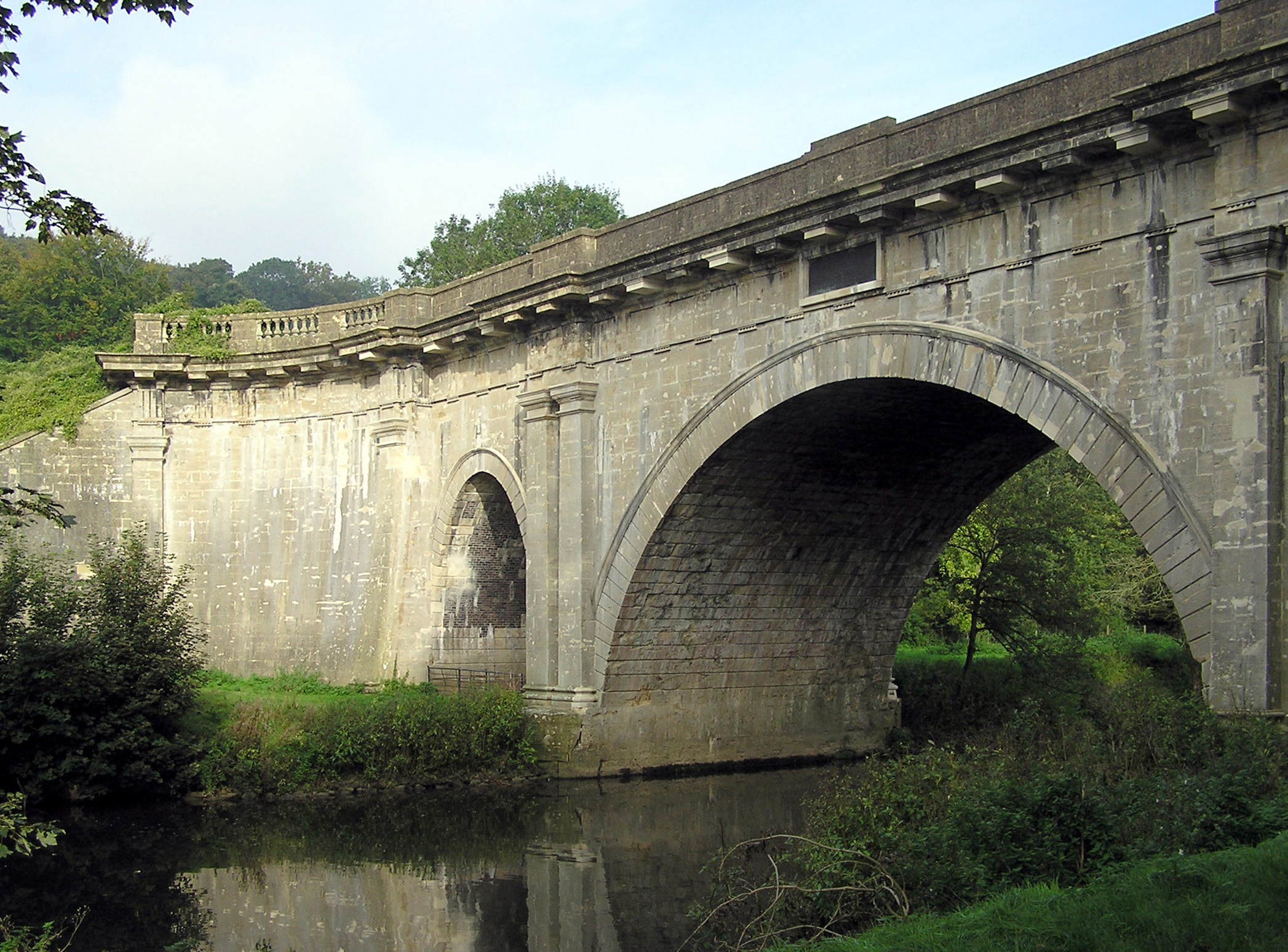
Pont-canal de Dundas près de Limpley Stoke

Un groupe de soutien à la restauration du canal avait été créé dans les années 1950, indépendamment de l'Association des voies navigables (Inland Waterways Association), avec lequel il a été par la suite fusionné. En 1955, John Gould, un commerçant sur la partie orientale de la voie navigable, lança, avec succès, une action pour dénoncer l'échec de la commission concernant la maintenance de la voie navigable et obtint des dommages-intérêts pour les pertes de chiffre d’affaires. En mars 1956, une clause dans la loi sur la commission des transports britanniques (n ° 2)  (British Transport Commission (n ° 2)  Act) a été présentée au parlement qui aurait enlevé le droit de navigation entre Reading et Bath. La loi a été contestée par Gould et par les autorités locales situées le long du canal. Ils étaient appuyés par une pétition réunissant 22 000 signatures destinée à la reine, amené à Londres depuis Bristol sur l'eau, bien que certaines parties du canal ont dû être parcourues en canot. Cette campagne a amené à diligenter une enquête par une commission parlementaire spéciale. Le comité a appuyé la suspension du droit de la navigation sur le canal, et le projet de loi a été adopté par la Chambre des communes, mais a été modifié par la Chambre des lords pour y inclure une clause signifiant qu’il n’y aurait "pas de nouvelle dégradation". En juillet 1958, le comité Bowes a publié son enquête dans les voies navigables qui mentionnait expressément le canal Kennet et Avon et ne trouvait "aucune justification pour la restauration de la section de Reading à Bath".
Un livre blanc du gouvernement, faisant suite au rapport Bowes en février 1959, recommandait qu’un comité consultatif pour le  redéveloppement des voies navigables devrait aider les programmes de régénération des canaux qui ne sont plus en mesure de recueillir suffisamment de frais de péage pour financer leur entretien. D'autres rapports ont suivi, et en 1962, le Comité consultatif a indiqué que le canal devait être réaménagé, et a alloué  20 000 £ pour l'entretien et  20 000 £ pour commencer la restauration.  L’Administration du canal Kennet et Avon a été créée en 1962 pour restaurer le canal de Reading à Bristol en tant que moyen de navigation et comme un bien collectif. Il était à l'origine, un groupe de bénévoles qui avait été précédemment connu sous le nom d’Administration du canal Kennet et Avon. L’administration a obtenu le statut d’association caritative en avril et a été constituée en vertu de la loi sur les sociétés, le 6 juin 1962. En 1963, Les Voies navigables britanniques (British Waterways) nouvellement formées, qui a été créé par la loi sur les transports l'année précédente, et qui a remplacé la Commission des transports britannique comme le corps statuaire pour les voies navigables, a pris en charge le canal. En partenariat avec l’Administration du canal et les autorités locales riveraines de la zone riparienne, les travaux de restauration ont commencé.

### Restauration

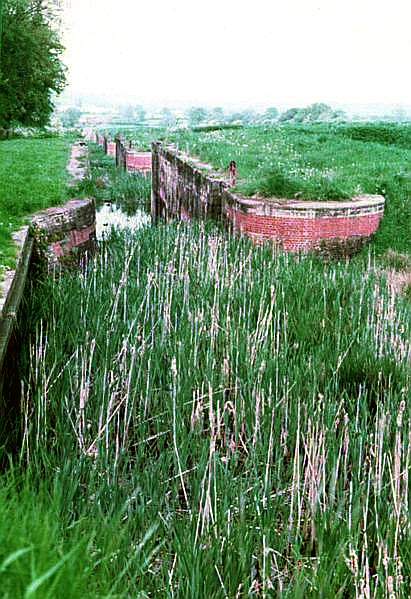
Écluses de Caen Hill dans les années 1970

Les travaux de restauration ont été le fruit d'une collaboration entre le personnel de British Waterways et les bénévoles. En 1966, l’écluse de Sulhamstead a été reconstruite et la ré-étanchéification des berges de la partie asséchée à Limpley Stoke a été commencée. En 1968, les travaux de restauration ont été entrepris sur les écluses de Bath et de Burghfield. À Reading, au niveau de Bridge Street, la hauteur entre la voie d’eau et le pont avait été réduite de 2,59 m à 1,37 m à cause des poutres de renforcement ajoutées à la face inférieure du pont, limitant le tirant d’air des bateaux. Il a été remplacé par un nouveau pont permettant aux embarcations de passer plus facilement. La section de canal de la Tamise à Hungerford Wharf a été rouverte en juillet 1974. La ré-étanchéification des berges était un long processus et des expériences mettant en œuvre du polyéthylène épais pour rendre étanche le canal ont été entrepris. Le pont-canal d'Avoncliff a été bordé avec un «berceau» en béton et rendu étanche à l'eau en 1980.
Les travaux se sont poursuivis dans les années 1980. Le conseil du comté du Berkshire, appuyé par les conseils locaux, a estimé que  1 275 000 £ étaient nécessaire pour les travaux à l'extrémité orientale du canal et a commencé à travailler sur le remplacement de quelques-uns des ponts. Dans le Wiltshire, l'approvisionnement limité en eau au point le plus haut du canal, impliquait qu’un pompage, pour faire remonter l’eau, serait nécessaire, ce qui a augmenté le coût estimé pour le comté à 761 560 £. Le réservoir Wilton pouvait fournir 3 400 000 l par jour (750 000 gallons impériaux), et la Seend seulement 1 100 000 l/j.( 250 000 gallons impériaux). La Wessex Water Authority a décidé du prélèvement de 4 500 000 l par jour (1 000 000 gallons impériaux) à partir de l'Avon à Claverton pour les pomper vers l'est. Le coût des pompes était de 175 000 £.
Divers programmes de collecte de fonds, ainsi qu'un soutien financier des autorités locales, ont permis des travaux à petite échelle sur les écluses de continuer, mais les délais prévus pour l'achèvement ont été manqués. En 1983, la Manpower Services Commission, qui avait pour mission de coordonner les services de l'emploi et de la formation au Royaume-Uni, a accepté d'employer 50 hommes sur le travail de restauration incluant l'écluse d'Aldermaston, son quai adjacent, et l'écluse de Widmead. La restauration de le pont-canal de Dundas et plusieurs programmes plus petits ont ensuite été ajoutés à la liste. Les contrats de maintenance ont été signés avec les autorités locales situées le long du canal, tandis que la collecte de fonds se poursuivait. L'Association nationale pour le soin et la réinsertion des délinquants (National Association for the Care and Resettlement of Offenders) parraina un atelier, qui a ouvert à Shrivenham en 1987, pour fabriquer de nouvelles portes d'écluses pour résoudre les problèmes de fuite à Crofton et Devizes. En 1988, la restauration de l’écluse de Woolhampton s’acheva, mais des engorgements subsistaient de chaque côté. Le pont tournant de Frounds n'a pas pu être ouvert et la restauration de l’écluse de Midgham n'a pas été terminée, tous deux ont été achevés l'année suivante. La ré-étanchéification des berges à Crofton a été réalisée en 1989, avec la reconstruction du pont de Midgham. La restauration de la pelouse aux abords de l’écluse de Monkey Marsh s'est avérée difficile en raison de son statut de Scheduled monument, et la nécessité qui en découle de protéger ce site historique tout en améliorant la sécurité.

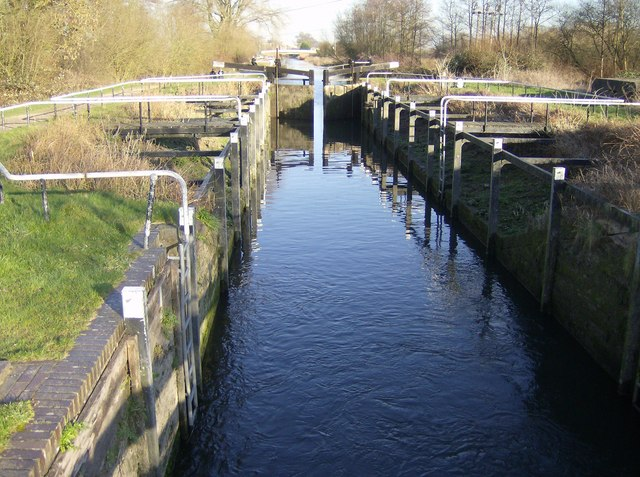
Écluse de Monkey Marsh

Le tronçon entre Reading et Newbury a finalement été achevé le 17 juillet 1990; lors d'une cérémonie tenue à l’écluse de Monkey Marsh plusieurs bateaux ont concouru pour avoir l'honneur d’être le premier bateau à passer. Mais des inquiétudes quant à l'adéquation de l'approvisionnement en eau subsistaient encore, lorsque la reine Élisabeth II a officiellement rouvert le canal le 8 août 1990. La reine a pu traverser sur un bateau de l’administration du canal, le Rose of Hungerford, les écluses 44 et 43 au niveau de Caen Hill, coupant le ruban d’inauguration entre les deux écluses. La pénurie d'eau a été traitée en 1996 par l'installation de nouvelles pompes pour relever l’eau sur une section de 29 écluses à Caen Hill à Devizes, pour un coût de 1 million de £. Les pompes élèvent l'eau de 72 m avec un débit de 1400000 l/h (380 litres par seconde). En octobre 1996, le partenariat du canal Kennet et Avon a attiré la plus grande subvention de la National Lottery accordée par le Heritage Lottery Fund, 25 000 000 £ pour un projet vers un 29 000 000 £, ] pour terminer la restauration et de le rendre opérationnel, durable et accessible pour le plaisir des générations futures.  Les travaux financés comprenaient notamment la reconstruction complète de l’écluse de Foxhangers ponts et du pont à Caen Hill, le remplacement des portes d'écluses à Seend et Crofton, le revêtement du canal à Claverton, les réparations du quai  à Martinslade, des améliorations à la station de pompage de Claverton et le dragage de plusieurs sites. La fin de la restauration a été célébrée en mai 2003 par une visite de SAR le prince Charles,, mais les travaux d’amélioration et de maintenance continuent. Entre 2002 et 2004, le pont-canal de Dundas, qui avait été étanchéifié avec du polyéthylène et du béton en 1984 sans déranger une colonie de chauves-souris vivant sous le pont-canal, a été restauré par le remplacement des briques utilisées par la Great Western Railway par de la pierre de Bath pour correspondre à l'œuvre originale.
En 2011, le Département de l'Environnement, de l'Alimentation et des Affaires rurales a désigné le canal comme voie de navigation tel que défini par la loi de 1968 sur les transports. Cette reconnaissance impose une obligation légale à British Waterways de maintenir le canal à un standard qui garantit la sécurité de navigation aux embarcations sur toute la longueur de la voie navigable. En novembre 2011, la navigation entre Bath et Bristol a été fermée en raison de problèmes de sécurité posés par le pont Victoria.

## Tracé

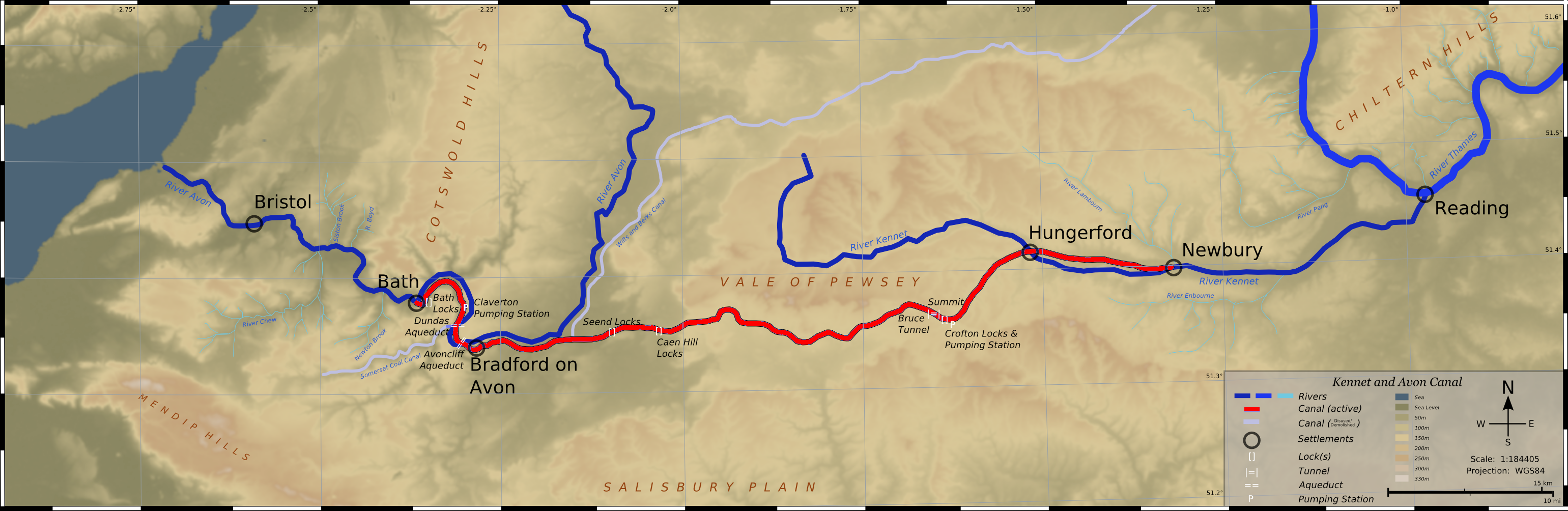
Carte du tracé du canal avec les rivières en bleu et les sections canalisées, entre Newbury et Bath, en rouge.

## De Bristol à Bath

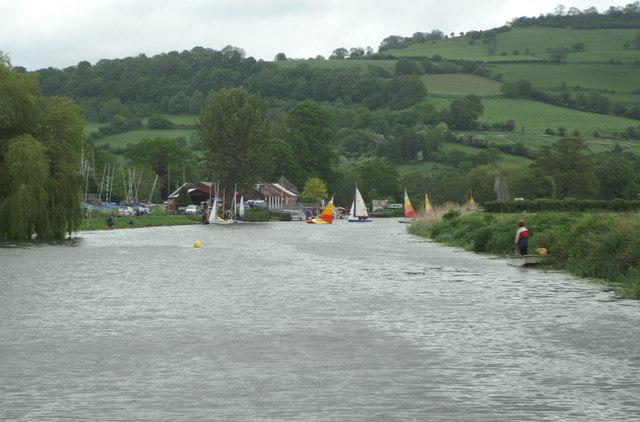
La rivière Avon en amont de l'écluse de Saltford.

La rivière Avon était navigable depuis Bristol jusqu’à Bath au début XIIIe siècle, jusqu'à ce que la construction de moulins sur la rivière ne la ferme à la navigation.. Actuellement l’Avon est navigable depuis son embouchure à Avonmouth, en passant par Floating Harbour à Bristol jusqu’au seuil de Pulteney au centre de Bath. Le tronçon est rendu navigable par l'utilisation d’écluses et de seuils à Hanham, Keynsham, Swineford, Saltford, Kelston et Weston, qui, ensemble, permettent de franchir une différence d’altitude de 9,1 m (30 pieds) sur 19 km (12 miles),,,,.
La première écluse sur le canal Kennet et Avon est l’écluse de Hanham, la première de la voie navigable sur l’Avon mise en service en 1727. C’est la première écluse à l’est de Netham, à la limite amont de Floating Harbour, au-delà des faubourgs de la ville de Bristol. Un appontement, destiné au charbon, était situé juste à l'ouest de l’écluse, mais les mines de charbon à proximité ont fermé au XIXe siècle. La rivière en aval de l’écluse d’Hanham est considérée comme soumise aux marées, car les grandes marées traversent souvent le déversoir à Netham. Certaines marées passent au-dessus du déversoir à Hanham, ce qui rend la rivière soumise aux marées jusqu’à l’écluse de Keynsham. Vers l'est, la rivière passe l'usine de Somerdale, sur sa rive sud, qui était une usine de production de chocolat pour Cadbury plc - à l'origine construite par la famille Fry dans les années 1920 et 30. Sur la rive nord se trouve le bois de Cleeve, son importance scientifique primordiale se trouve dans la population particulièrement importante d'Ornithogale des Pyrénées (Ornithogalum pyrenaicum). Un pub a été construit sur l'île entre l’écluse de Keynsham et le déversoir. Le déversoir à côté de l'île constitue également l'embouchure de la rivière Chew.

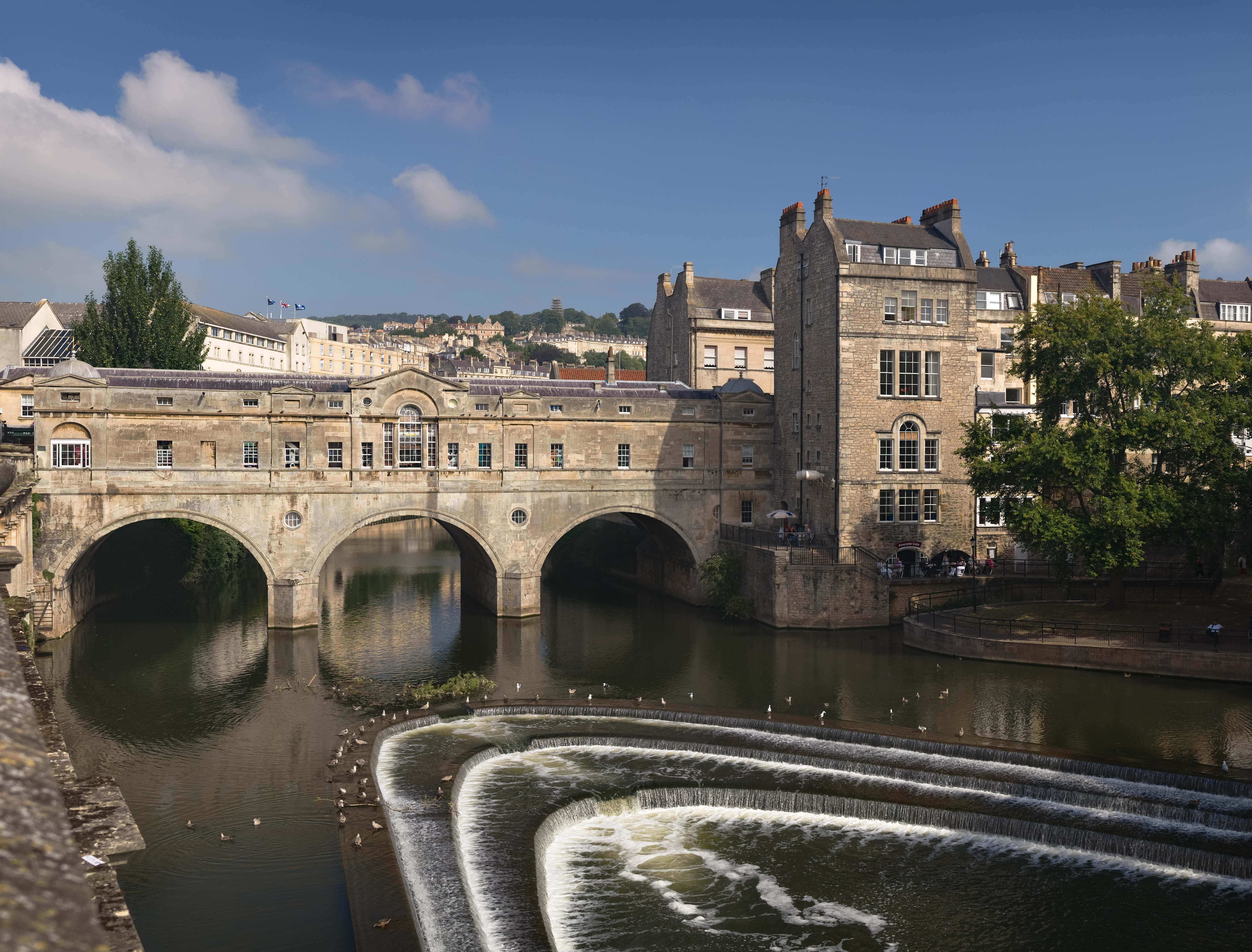
Déversoir de Pulteney, la limite de la navigation sur la rivière Avon

La rivière traverse le parc national de la vallée de l’Avon (Avon Valley Country Park) et Stidham Farm, un autre site d'intérêt scientifique particulier qui contient des terrasses de graviers de la rivière datant du Pléistocène. Une profondeur d'au moins 2 m (7 pieds) de graviers sableux a été mesurée, constituée principalement de fragments de calcaire, mais aussi de grès de Millstone, de grès de Pennant, de silex et fragments de chert. La rivière passe sous l'ancienne voie ferrée qui constitue désormais le chemin de fer de la vallée de l'Avon (Avon Valley Railway), un chemin de fer touristique de cinq kilomètres (3 miles) de long, avant d'atteindre l’écluse de Swineford. Ici, entre 1709 et 1859, il y avait une industrie du laiton et du cuivre très active, desservie par la rivière. La rivière fournissait également de la puissance motrice pour l'industrie textile. Les ruines de l’usine de laiton de Kelston (Mill Brass Kelston), qui a été en activité jusqu'en 1925, sont situées juste à côté de l’écluse de Saltford. L’écluse a été ouverte en 1727 mais détruite en 1738 par les négociants de charbon rivaux, pour empêcher que la rivière ne soit utilisée pour le transport.
La piste cyclable longeant la voie de chemin de fer Bristol-Bath (Bristol & Bath Railway Path) traverse la voie navigable à plusieurs reprises avant d'atteindre la banlieue de Newbridge dans la périphérie de Bath. Là, traverse l'A4, près du site d'intérêt scientifique particulier de Newton St Loe, qui est désigné comme étant un SISP parce qu'il est le seul site connu de graviers du Pléistocène fossilisés contenant des restes de mammouths (Mammuthus) et des chevaux (Equus) le long du fleuve. Il a permis la compréhension scientifique de l'histoire du début de la glaciation dans le Sud Ouest de l'Angleterre. La dernière écluse avant d'entrer dans Bath est l’écluse de Weston, ouverte en 1727. Sa construction a créé une île, entre la tranchée et le déversoir de la rivière, qui sera par la suite connue sous le nom de Dutch Island d’après le propriétaire de l'usine de cuivre établie sur le bord de la rivière au début du XVIIIe siècle.

## De Bath à Devizes

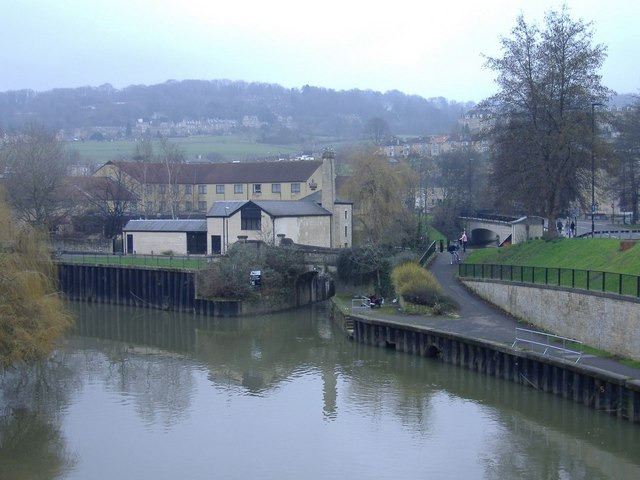
Entrée du canal depuis la rivière Avon à Bath (sous le pont)

L’écluse aval de Bath (Bath Bottom Lock) restaurée marque la divergence entre la rivière Avon et le canal. Elle est située au sud du pont Pulteney. Juste en amont de l'écluse aval se trouve un bief et une station de pompage qui remonte l'eau en amont des écluses, pour remplacer celle utilisée chaque fois qu'un bateau traverse celles-ci,. La prochaine écluse des six écluses de Bath est l’écluse de Bath Deep, numérotée 8/9 car deux écluses ont été réunies lorsque le canal a été restauré en 1976. La nouvelle chambre de l’écluse a une profondeur de 5,92 m (19 pieds 5 pouces), ce qui en fait le second canal d’écluse le plus profond du Royaume-Uni. Juste en amont de l'écluse de Bath Deep se trouve un autre bief qui sert de réservoir pour le remplissage de l’écluse, suivi de l’écluse de Wash House. Après un bief un peu plus long se trouve l’écluse d’Abbey View, à côté de laquelle se situe une autre station de pompage, puis, en succession rapide, l’écluse de Pultney et l’écluse amont de Bath (Bath Top Lock).
En amont de l'écluse supérieure (Top Lock), le canal traverse Sydney Gardens via deux petits tunnels, et sous deux passerelles en fonte datant de 1800. Cleveland Tunnel a 53 m (173 pieds) de long et passe sous Cleveland House, l'ancien siège de la compagnie du canal Kennet & Avon, qui est maintenant un bâtiment classé Grade II*. Une trappe dans le toit du tunnel était utilisée pour transmettre des documents entre les greffiers au-dessus et les mariniers au-dessous. La plupart des ponts sur le canal sont des monuments classés.

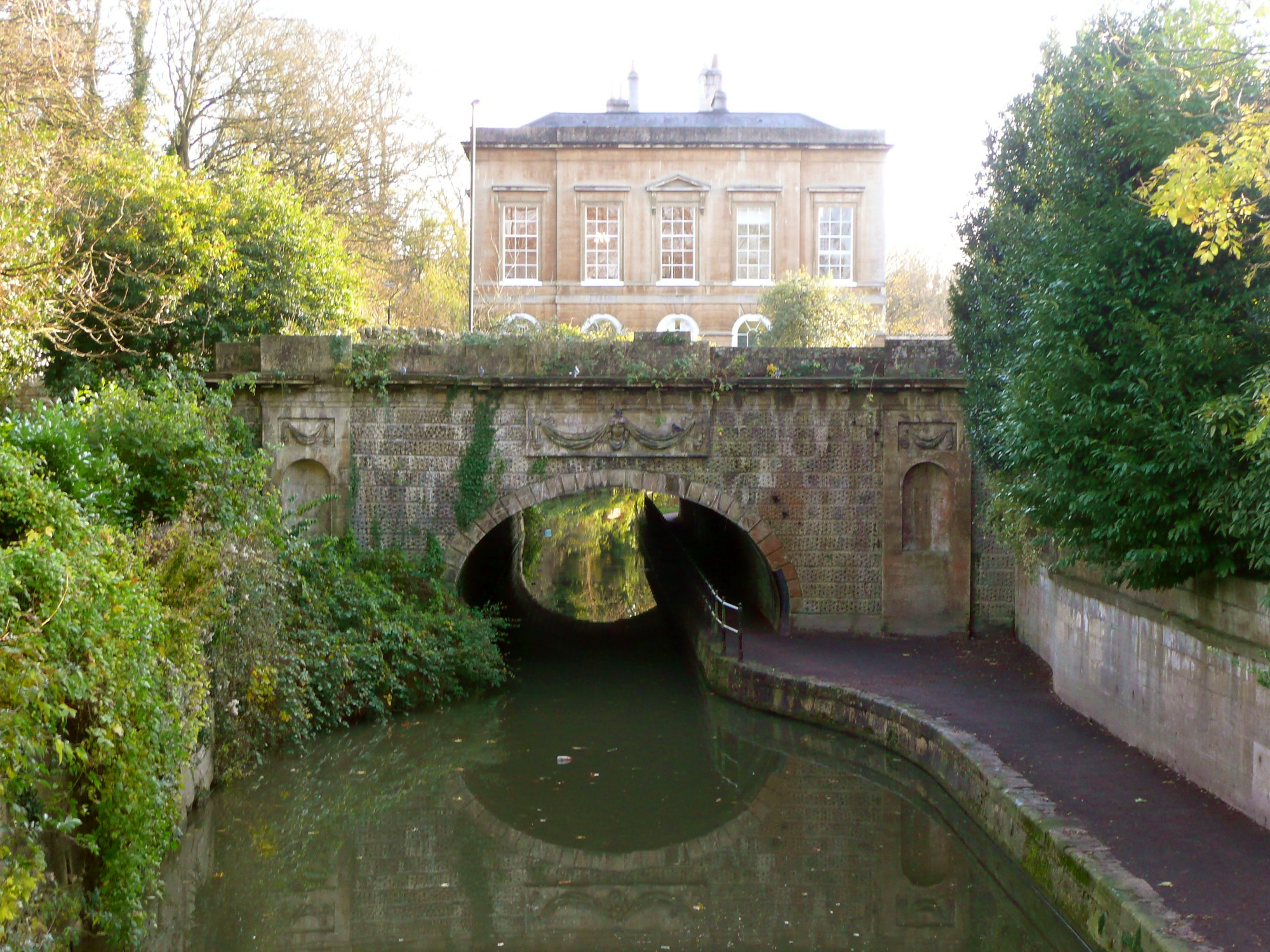
Cleveland House dans Sydney Gardens, à Bath

À la périphérie est de Bath, un pont à péage à proximité de George Inn relie Bathampton à Batheaston, sur la rive nord du canal. Lorsque le contournement de Bathampton de l’A46 a été construit, le Meadow Bathampton, d’une surface de 8,9 ha (22 acres) a été créé pour mieux absorber les inondations. Les prairies humides qui en résultent et le bras mort attirent un certain nombre d’oiseaux migrateurs; des échassiers dont des bécasseau variable, des pluviers, des Scolopacidae qui sont des visiteurs fréquents de cette aire au printemps et à l'automne. L’hirondelle de rivage et le martin-pêcheur ont été régulièrement observés à proximité du lac, ainsi que d’autres migrateurs tels la bergeronnette printanière, le tarier des prés et le faucon hobereau. Le canal tourne vers le sud dans une vallée entre les Bathampton Wood et Bathford Hill qui comprend le site géologique et biologique d'intérêt scientifique particulier de Brown's Folly d’une superficie de 40 ha (99 acres).
À l'est de Bath, la vallée de l'Avon dispose des quatre formes de transport terrestre à savoir : la route, le rail, la rivière, et le canal. Le canal passe devant les ruines d'un quai de chargement, à l’époque utilisé pour charger des pierres de Bath des carrières de Bathampton Down. Les pierres était transportées par une piste en ligne droite au canal via le pont de Dry Arch rock (démoli en 1958 pour permettre aux autobus à deux étages d’utiliser l'A36). Ensuite, le canal passe la station de pompage de Claverton, mue par une roue à aubes. Elle pompait l'eau de la rivière Avon dans le canal. Le bâtiment a été achevé en 1810 et la pompe a été mise en route en 1813.
Sur la rive orientale se trouvent les bois de Warleigh et Inwood qui sont des forêts d’orme des montagnes et d'érables, qui vient jusqu'au bord du canal.

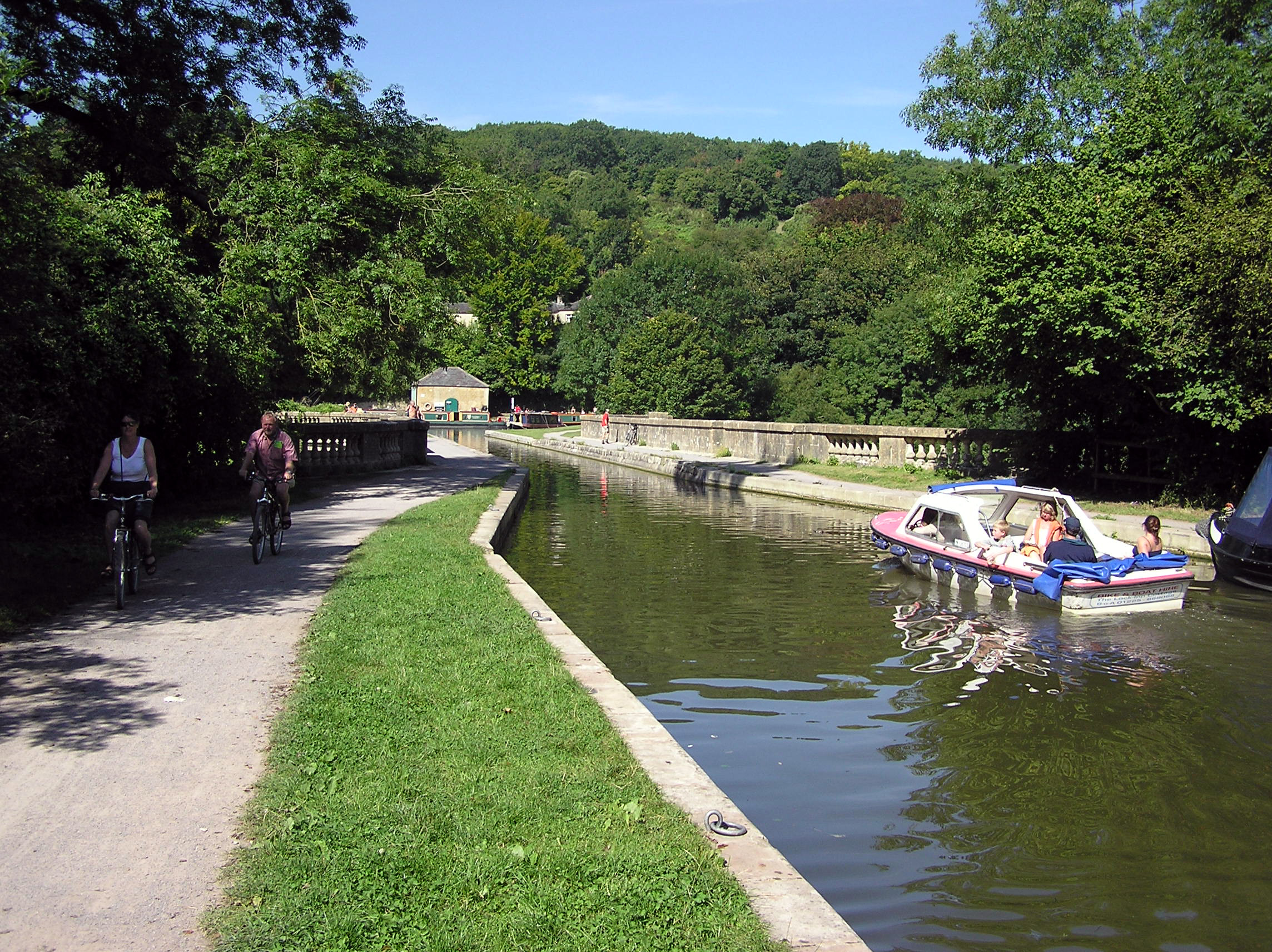
Le pont-canal de Dundas, construit en 1805, relie Bradford on Avon et Bath. Ici, le canal passe au-dessus de la rivière Avon et la ligne de chemin de fer (le rétrécissement est le pont-canal).

Le canal passe au-dessus de la rivière et du chemin de fer de la ligne principale Wessex (Wessex Main Line) grâce au pont-canal de Dundas, traverse la forêt Conkwell (Conkwell Wood), avant de retraverser la rivière et le chemin de fer via le pont-canal d'Avoncliff. À l'extrémité ouest du pont-canal de Dundas, il est rejoint par ce qui subsiste de l’ancien canal charbonnier du Somerset (Somerset Coal Canal), un court tronçon a été restauré pour créer le bassin Brassknocker. Les fouilles menées sur la vieille écluse ont montré qu'elle était, à l'origine, large de 4 m (14 pieds) et qui à certains endroit se réduisait à 2 m (7 pieds) grâce au déplacement du mur de l'écluse. Le canal charbonnier du Somerset a été construit vers 1800 depuis les bassins de Paulton et de Timsbury, donnant accès à Londres à partir de le bassin houiller du Somerset, qui à son apogée abritait 80 mines de charbon.
Après le pont-canal d'Avoncliff, le canal traverse Barton Farm Country Park, passe devant la carrière Gripwood (Gripwood Quarry)) et une grange dîmière du XIVe siècle, classé (Grade II*) de 180 pieds (55 m) de long et 30 pieds (9 m) de large, sur son parcours à Bradford on Avon,.
La première pelletée de terre pour créer le canal Kennet et Avon a été retournée à Bradford on Avon en 1794, et peu après il y avait des quais en amont et en aval de l’écluse de Bradford. Plus à l'est, un pont-canal fait traverser le canal au-dessus de la rivière Biss. Il y a des écluses à Semington et Seend, où l'eau coule dans le canal depuis le ruisseau de Summerham, aussi connu sous le nom de canal d'amenée Seend. Dans le village de Semington, le canal de Wilts et Berks rejoint le canal, reliant le canal Kennet et Avon à la Tamise à Abingdon. Le canal de North Wilts fusionne avec celui-ci pour devenir une branche allant vers le canal de la Tamise et de la Severn à Latton, à proximité de Cricklade. Les 84 km (52 miles) du canal ont été ouverts en 1810, mais abandonnés en 1914 - un destin accéléré par l'effondrement du pont-canal de Stanley en 1901. En 1977, le groupe d’aménité du canal Wilts et Berks a été créé avec le but de procéder à la restauration complète du canal pour reconnecter le canal Kennet et Avon au cours supérieur de la Tamise.

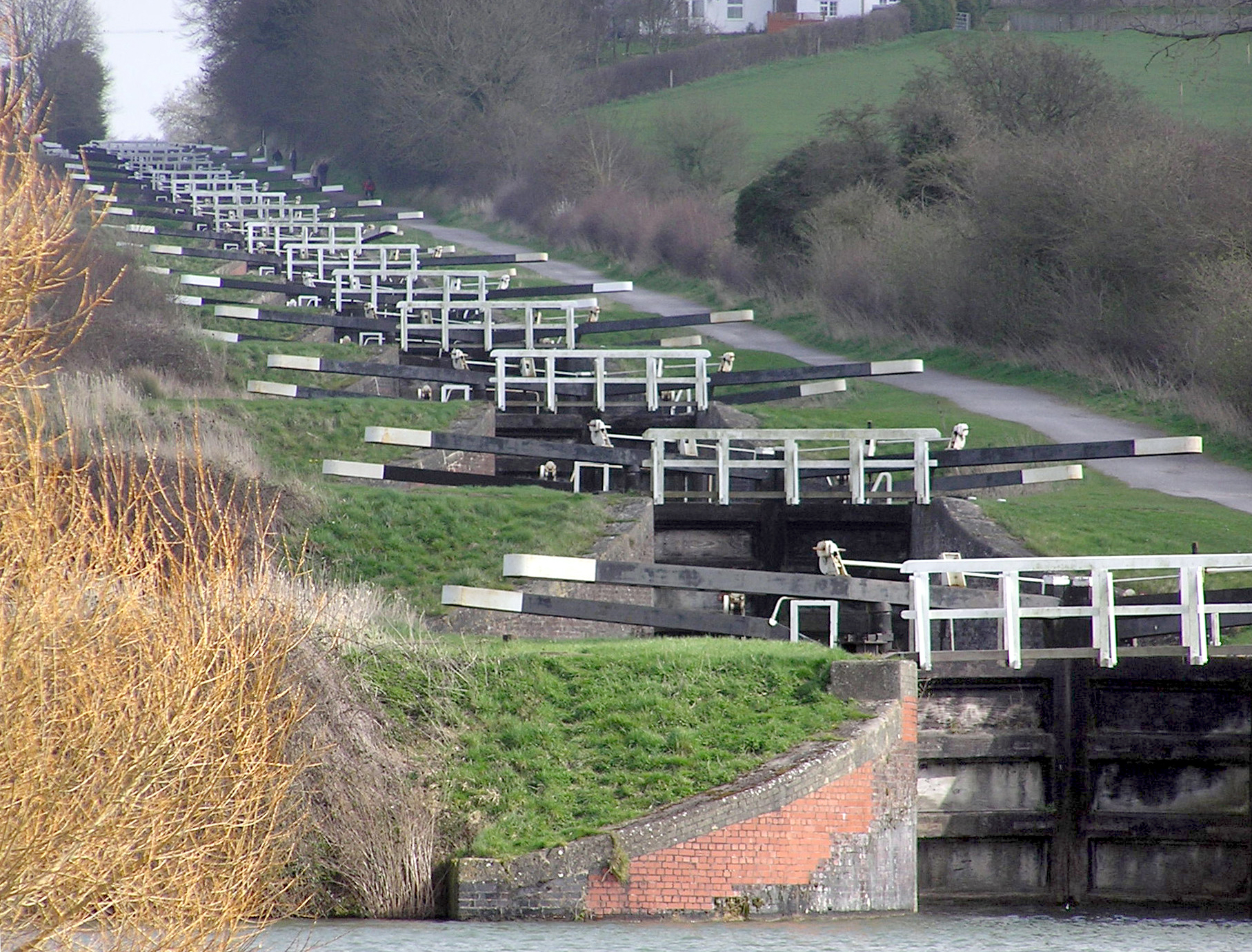
Ces 16 écluses de Caen Hill font partie des 29 écluses de Devizes

Les écluses de Caen Hill, à Devizes, donne un aperçu de l'ingénierie nécessaire pour construire et entretenir le canal. L’ensemble des 16 écluses, qui se franchit en 5-6 heures en bateau, fait partie d'une longue série de 29 écluses construites en trois groupes : sept à Foxhangers, seize ans à Caen Hill, et un ensemble de six à la sortie de la ville,. Elles permettent de remonter un dénivelé de 72 m (237 pieds) sur une distance de 3,2 km (2 miles), soit un ratio de 1 à 30. Les écluses étaient la dernière partie des 140 km (87 mile) du canal à être achevée. La pente du terrain faisait qu'il n'y avait pas d'espace pour utiliser la disposition normale des biefs entre les écluses. En conséquence, les 16 écluses utilisent des étangs secondaires exceptionnellement importants pour stocker l'eau nécessaire à leur fonctionnement. Comme un important volume d'eau est nécessaire, une pompe de relevage a été installée à Foxhangers en 1996, capable de remonter 32 millions de litres (7 millions de gallons impériaux) d'eau par jour au niveau de la première écluse, soit l'équivalent de la capacité d’une écluse toutes les 11 minutes. Bien que les écluses aient été en construction au début du XIXe siècle, une voie ferrée a relié  Foxhangers au bas de la série d’écluses et Devizes au sommet, dont les restes sont encore visibles. De 1829 jusqu'en 1843, la succession d’écluses, qui comprend l’écluse la plus étroite du canal, l'écluse 41, a été illuminée par des lumières alimentées au gaz.
Au sommet du groupe d’écluses se trouve le quai de Devizes (Devizes Wharf), siège du musée du canal Kennet et Avon, qui présente des expositions sur la conception, le design, l'utilisation et le déclin commercial du canal, ainsi que sa restauration ultérieure.
Il est exploité par l’administration du canal Kennet et Avon, qui a son siège et une boutique au sein du Centre du Canal. Le Wharf Theatre est dans un ancien entrepôt sur le même site. Le quai de Devizes est le point de départ pour le marathon international de canoë de Devizes à Westminster, qui a eu lieu chaque année depuis 1948.

## Devizes à Newbury
À l'Est de Devizes, le canal traverse la campagne du Wiltshire et une série d'écluses et ponts tournants avant un autre groupe d’écluses à Crofton.

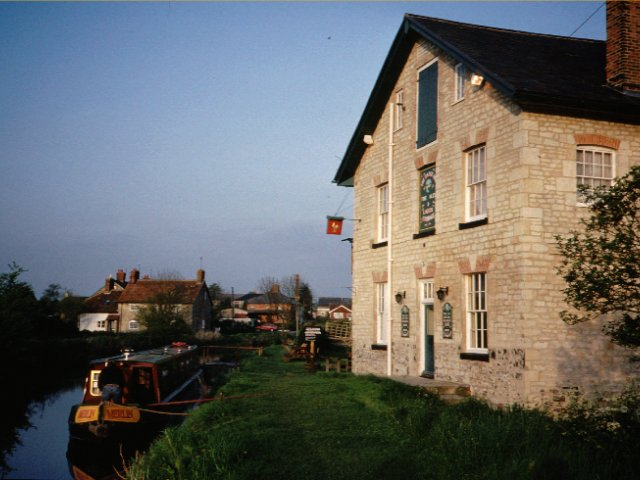
The Barge Inn, à Honeystreet

À Honeystreet subsistent les ruines d'un quai qui était la maison des constructeurs de bateaux Robbins, Lane et Pinnegar, qui était le siège de la construction de bateaux pour la Compagnie du Canal. Ils ont construit une grande partie des bateaux utilisés sur les canaux du sud de l'Angleterre avant sa fermeture, vers 1950. Après le quai se trouve l’auberge Barge Inn, un pub autrefois connue sous le nom de George Inn. Il était à peu près à mi-chemin le long du canal et a servi de fournil, d'abattoir, et de boutique pour les personnes vivant et travaillant sur le canal. Le bâtiment a été détruit par un incendie en 1858 et reconstruit en six mois. Il a été construit juste à l'intérieur de la limite de la paroisse de Stanton St Bernard pour «servir le quai de Honeystreet, dans la paroisse d’Alton, qui refusait d'autoriser les débits de boissons".

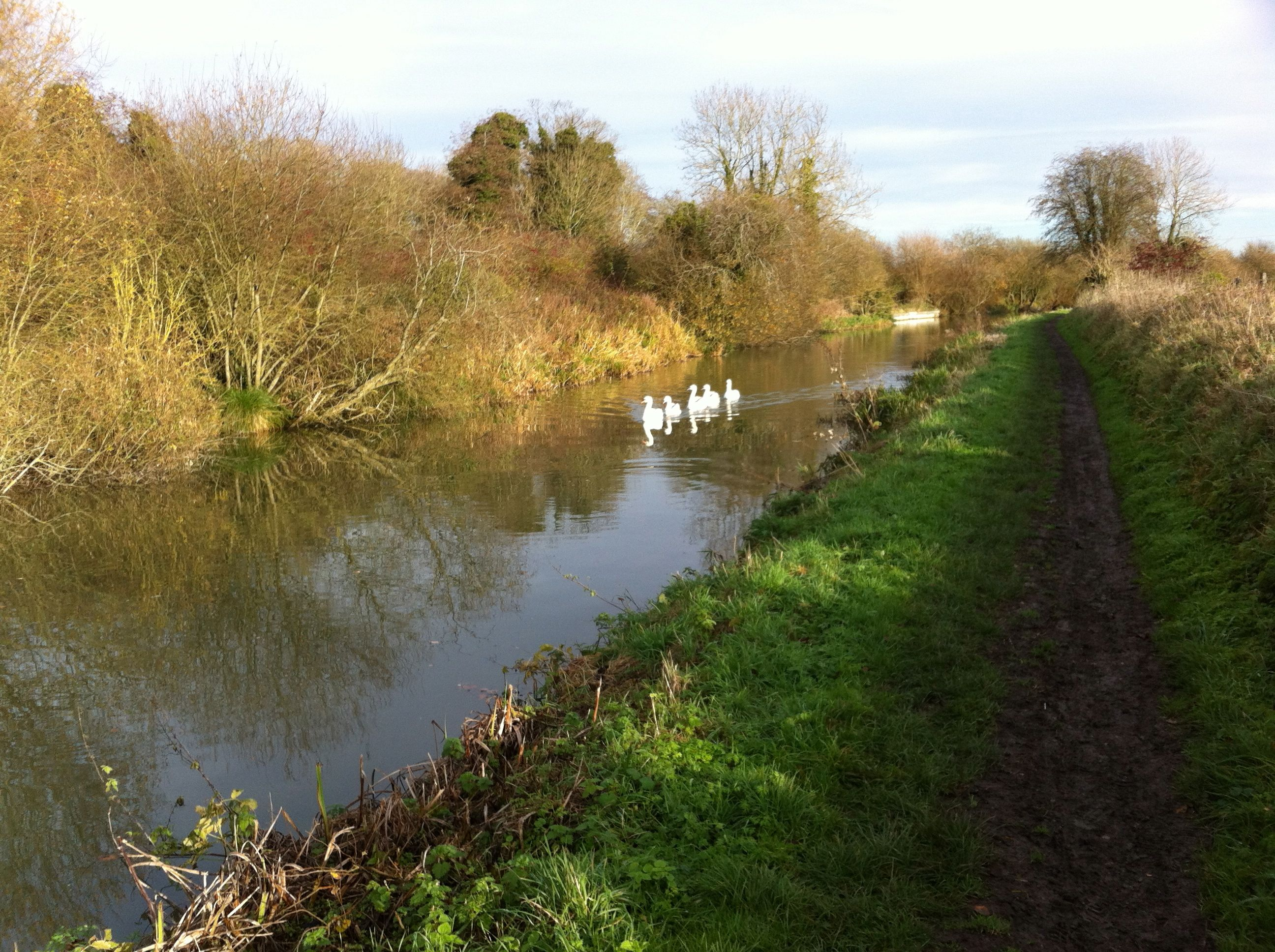
Cygnes venant de Newbury et se dirigeant vers Devizes

Le site de Jones's Mill, qui couvre 12 ha (29 acres), est composé de végétation des marais, de broussailles, et de bois. Il se trouve le long du cours supérieur de la Salisbury Avon au nord-est de Pewsey. Il a été labellisé site biologique d'intérêt scientifique particulier parce qu'il est «l'exemple le plus connu de vallée composée de boue calcaire dans le Wiltshire".

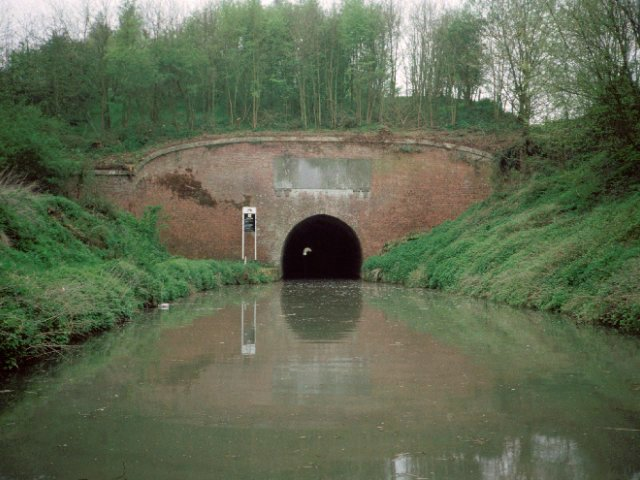
L'extrémité est du tunnel Bruce au sommet du canal

Les quatre écluses à Wootton Rivers marquent la fin de la montée depuis l'Avon. Entre l’écluse amont de Wootton et Crofton se situe la section la plus haute, à 140 m (450 pieds) au-dessus du niveau de la mer, qui s'étend sur environ 3 km (2 miles) dont 459 m (502 yards) dans le tunnel Bruce. Le tunnel a été nommé d'après le propriétaire du terrain local, Thomas Brudenell-Bruce, premier comte d’Ailesbury (1729-1814), qui a refusé d'autoriser l’aménagement d’une tranchée profonde à travers sa propriété et a insisté pour qu’un tunnel soit réalisé. L’entrée du tunnel est constituée de briques rouges, coiffé de pierres de Bath, chacun arborant une plaque décorative en pierre de calcaire de Pennant Bristol. Le percement du tunnel a débuté en 1806 et s’est achevé en 1809. Il est bordé de briques imbriquées selon la disposition anglaise et possède une large ouverture pour laisser passer les péniches Newbury utilisées sur le canal. Il n'y a pas de chemin de halage dans le tunnel, donc les promeneurs et les cyclistes doivent passer par le haut de la colline. À l’époque où les bateaux étaient tirés par des chevaux, les bateliers devaient tirer leurs barques à travers le tunnel à la main, en tirant sur les chaînes qui couraient le long des murs dans le tunnel.
L’ensemble des écluses de Crofton marque le début de la descente depuis le sommet vers la Tamise; les neuf écluses permettent de monter ou descendre 19 m (61 pieds). Lorsque le canal a été construit il n'y avait pas des sources d'eau fiables disponible pour le sommet par gravitation. Un certain nombre de sources utilisables ont été trouvées à côté de la route du canal à environ 2 km (un mile) à l'est du sommet, à environ 12 m (40 pieds) au-dessous de lui. Des aménagements ont été faits pour alimenter le canal en aval de l'écluse 60 à Crofton. Quelques années plus tard, le réservoir d'eau Wilton a été créé pour améliorer l'alimentation de cette section en utilisant les sources et la rivière Dun.

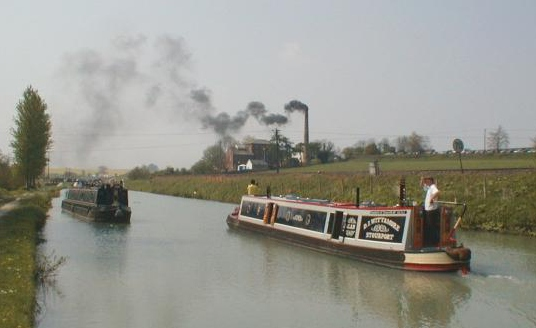
Station de pompage de Crofton vue depuis le canal.

L'eau est pompée vers le sommet à l'extrémité ouest des écluses, depuis le réservoir Wilton, par la station de pompage de Crofton (qui a été restaurée). La station de pompage à vapeur d’origine est préservée, elle abrite une des plus anciennes machines de Watt opérationnelles au monde, elle date de 1812. Les machines à vapeur pompent encore de l'eau certains week-ends,, mais pour le fonctionnement quotidien des pompes sont utilisées, commandées automatiquement par le niveau d'eau dans le bief du sommet.
Près de Crofton se trouve la forêt de Savernake et les ruines d'un pont de chemin de fer qui permettait au chemin de fer Midland and South Western Junction Railway de franchir le canal. Le pont de Mill (Mill Bridge) à Great Bedwyn est un pont à arche biaise. À son achèvement en 1796, il était le premier de ce type. De là jusqu'à Hungerford, le canal suit la vallée de la rivière Dun par le marai de Freeman (Freeman's Marsh), qui se compose de prairies naturelles, de marais, et de roselières. Il s'agit d'un site important pour l'hivernage des oiseaux migrateurs qui y nichent, il est composé de nombreuses variétés de la flore rares dans le sud de l'Angleterre. Il a été cité par English Nature en 1986, et fait partie de la zone de North Wessex Down qui est d’une beauté naturelle exceptionnelle. Il y a des projets pour construire une marina  et un complexe d’hôtel à proximité du site, mais les impacts potentiels sur l'environnement (en particulier sur les campagnols d’eau) d'un tel développement dans le marais de Freeman ont conduit à une opposition locale,. Au nord du canal se trouvent sept petites zones distinctes, quatre dans la vallée de la Kennet et trois dans la vallée de la Lambourn, qui forment les plaines inondables de la Kennet et de la Lambourn. Bénéficiant d'un total de 23 ha (57 acres), elle abrite, en particulier, de grandes populations d'escargot de Desmoulins,.

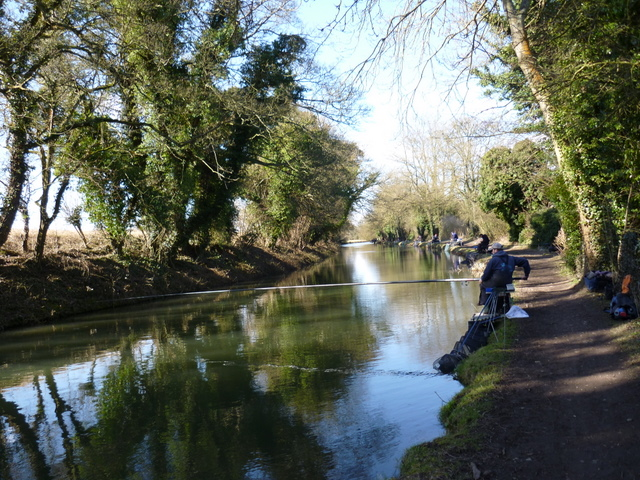
Le canal traversant le bois "The Wilderness"

Il y a plusieurs écluses et ponts à Hungerford, y compris celui qui supporte l'A338. L’écluse de Hungerford Marsh (Hungerford Marsh Lock) est unique sur le canal Kennet et Avon car elle dispose d'un pont tournant directement sur le centre de l’écluse qui doit être ouvert avant que l’écluse puisse être utilisée. Dans la zone autour de l’écluse, la réserve naturelle du marais d’Hungerford abrite plus de 120 espèces d'oiseaux.
Entre l’écluse de Kintbury et Newbury, au nord de Hamstead Marshall, le canal est très proche de la rivière Kennet, qui se jette dans le canal à travers plusieurs canaux. Le canal traverse une zone appelée Kennet Valley Alderwoods, la plus grande partie de ce qui reste de la forêt d'aulnes et de frênes dans la plaine inondable de la rivière Kennet. Le site d'intérêt scientifique particulier inclus deux forêts - the Wilderness et une partie de Ryott's Plantation - qui sont importants parce qu'ils abritent une très grande diversité de plantes associés à ce type de bois, dominé par l'aulne glutineux (Alnus glutinosa); et le frêne élevé (Fraxinus excelsior) qui sont abondants dans ces lieux qui accueillent occasionnellement des chênes pédonculés (Quercus robur) et des ormes de montagne (Ulmus glabra). En plus de la large gamme de plantes supérieures, les bois abritent une flore diversifiées, y compris plusieurs bryophytes dont les très rare épiphytes Radula complanata, Zygodon viridissimus et Orthotrichum affine. Irish Hill Copse se trouve à proximité. Ce taillis est une forêt ancienne qui comprend une vaste zone calcaire peuplée de frênes et d’ormes de montagne sur les pentes de la colline, se transformant peu à peu en une forêt humide de frênes et d’érables et acide de chênes / frênes / noisetiers et de trembles, sur les parties les plus élevées du site. Les pentes inférieures sont dominées par la mercuriale vivace (Mercurialis perennis), avec une abondance de parisettes à quatre feuilles (Paris quadrifolia), de lathraeas (Lathraea squamaria), de sceau de Salomon (Polygonatum multiflorum), de listeras et d’orchis mâle (Listera ovata) et d’orchis mascula et, localement, de narcisses jaunes (Narcissus pseudonarcissus).
Un pont de bois a été construit près de l’écluse de Newbury en 1726, remplacé par un pont en pierre entre 1769 et 1772 par James Clarke, et maintenant connu sous le nom de Town Bridge ou Water Bridge. Comme il n'y a pas de chemin de halage, une ligne flottante pour haler les péniches a dû être installée sous le pont. Elle se termine où le chemin de halage reprend.

## Newbury à Reading

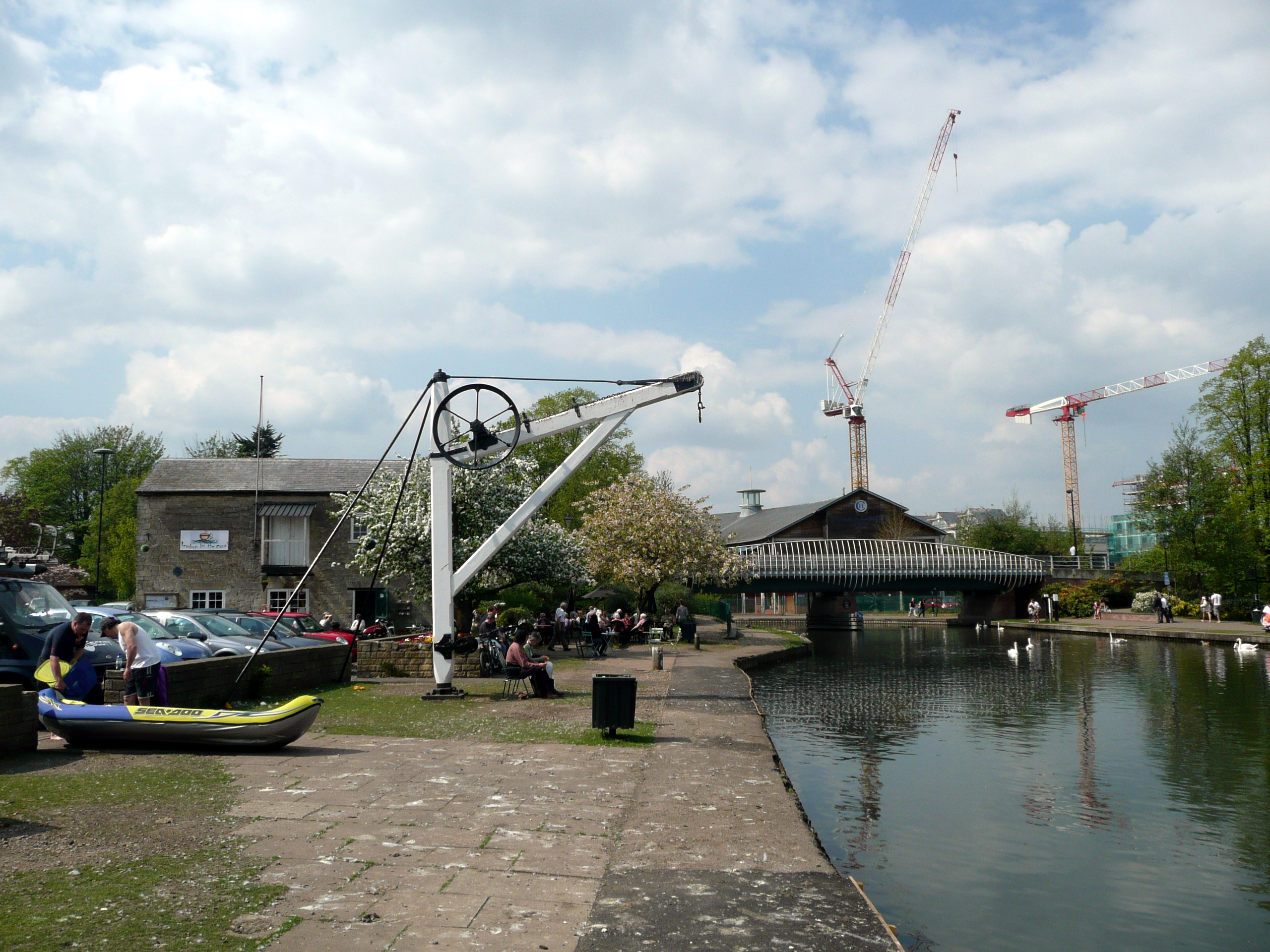
Quai de Newbury.

La rivière Kennet est navigable vers l'aval de Newbury jusqu’à la confluence avec la Tamise à l'embouchure de la Kennet, à Reading.
Le tronçon de Newbury à High Bridge à Reading est une amélioration de la navigation fluviale connu sous le nom de Kennet navigation, qui a été ouvert en 1723. Tout au long de cette partie du canal alterne le lit naturel avec 18 km (11 miles) d’écluses qui permettent de surmonter une chute de 40 m (130 pieds).
À l'est du centre-ville de Newbury, la Kennet traverse les roselières de Thatcham, un site d'intérêt scientifique particulier de 68 ha (169 acres) d’une importance nationale de par sa vaste roselière, et ses parties boisées d’aulnes ainsi que ses marais. Ce dernier abrite l’escargot de Desmoulin (Vertigo moulinsiana), qui est d'une importance nationale et européenne. Un grand rassemblement d'oiseaux nicheurs, y compris des espèces rares à l'échelle nationale telles que la bouscarle de Cetti (Cettia cetti) qui utilisent les roselières, marais et point d’eau des roselières de Thatcham. Le site de Thatcham avec ses gravières, roselières, bois, haies et prairies est riche en faune sauvage et a été transformée en Centre de découverte de la nature par la Société royale pour la protection des oiseaux.

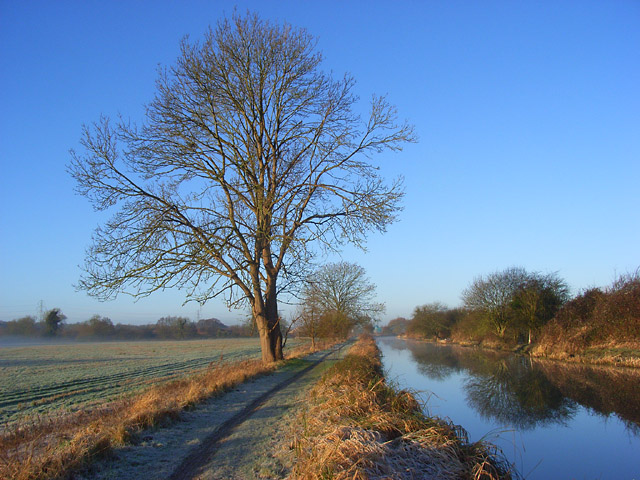
La voie navigable de la Kennet entre les écluses de Midgham et de Colthrop.

L'écluse de Monkey Marsh à Thatcham est l'un des deux seuls exemples subsistant d’écluses bordée de gazon sur le canal aujourd'hui. Elle est répertoriée comme un monument ancien prévue par l’English Heritage,.
En aval de l'écluse de Colthrop à Thatcham, la rivière laisse derrière elle l'agglomération de Newbury et s’écoule dans un cadre rural. Elle traverse la roselière de Woolhampton, un autre SISP qui se compose d’une roselière dense avec de petites zones d’herbes hautes et d’arbre à feuillage caduc poussant sur un sol constamment humide, riche en matière organique. Il est remarquable pour la diversité des insectes qu’il abrite et pour ses populations de passereaux qui y nichent, dont  plusieurs espèces rares comme la Rousserolle effarvatte (Acrocephalus scirpaceus), une espèce qui en Grande-Bretagne niche presque exclusivement dans cet habitat.
Les gravières d’Aldermaston (Aldermaston Gravel Pits) sont principalement composés de graves inondées entouré par une frange de végétation dense, des arbres et des broussailles, offrant une variété d'habitats pour la reproduction des oiseaux et d'un refuge pour la sauvagine. Le rivage irrégulier avec des îles, des promontoires, des mares eutrophes abritées et ses lagunes étroites, fournit un habitat non perturbé pour de nombreux oiseaux aquatiques, y compris pour les canards tels que le Sarcelle d'hiver (Anas crecca) et le canard souchet (Anas clypeata). Le marais et les broussailles environnants sont importantes pour de nombreux oiseaux dont neuf espèces nicheuses de fauvettes, de Râles d'eau (Rallus aquaticus), de martins-pêcheurs (Alcedoa atthis) et une importante colonie de reproduction des rossignols (Luscinia megarhynchos). En 2002, English Nature a acheté les gravières d’Aldermaston à la société d'extraction minière Grundon. Elle est gérée comme une réserve naturelle par la fiducie pour la faune du Berkshire, Buckinghamshire et de l'Oxfordshire (Berkshire, Buckinghamshire and Oxfordshire Wildlife Trust).  La Kennet elle-même, depuis quasiment ses sources à l'ouest de Marlborough jusqu'à Woolhampton, a été désigné comme SISP, principalement parce qu'elle abrite a une vaste gamme de plantes et d'animaux rares qui sont l’exclusivité des cours d'eau en terrain crayeux.

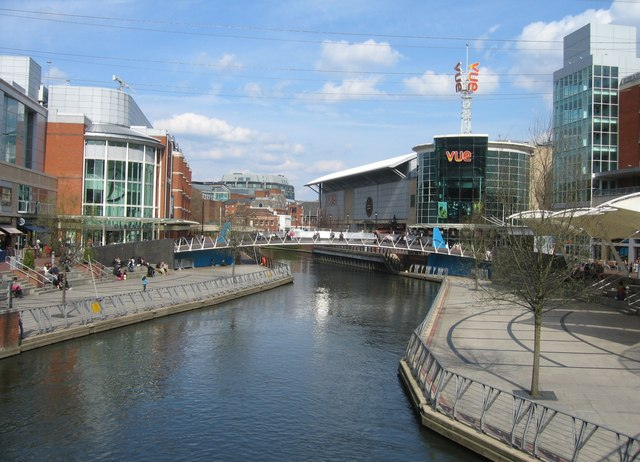
Brewery Gut avec The Oracle.

Le village de Woolhampton et les installations de Aldermaston Wharf sont les seules infrastructures importantes avant que la rivière ne pénètre dans les zones construites de Reading à l’écluse de Sheffield à Theale. Même après ces lieux, la rivière est isolée des zones urbanisées des faubourgs de Reading par une vaste plaine inondable entourant le cours d'eau. Dans cette section se trouve l’écluse de Garston, l’autre écluse avec des à-côtés en herbe sur le canal.
Peu après l'écluse de Fobney et des installations connexes de traitement des eaux, la plaine inondable de la Kennet se rétrécit, la rivière entrant dans une étroite vallée encaissée dans les collines formant le flanc sud de la plaine inondable de la Tamise. A l’écluse de County, la rivière entre dans le centre de Reading, où elle coulait autrefois au milieu d'une grande brasserie. Ce tronçon étroit et sinueux de la rivière est devenu connu sous le nom « Brewery Gut ». En raison de la mauvaise visibilité et de la difficulté pour les bateaux de passer dans ce tronçon, le trafic a longtemps été contrôlé par un ensemble de feux de circulation maritime. Aujourd'hui, le « Brewery Gut » est une particularité majeure du centre commercial Oracle de Reading.

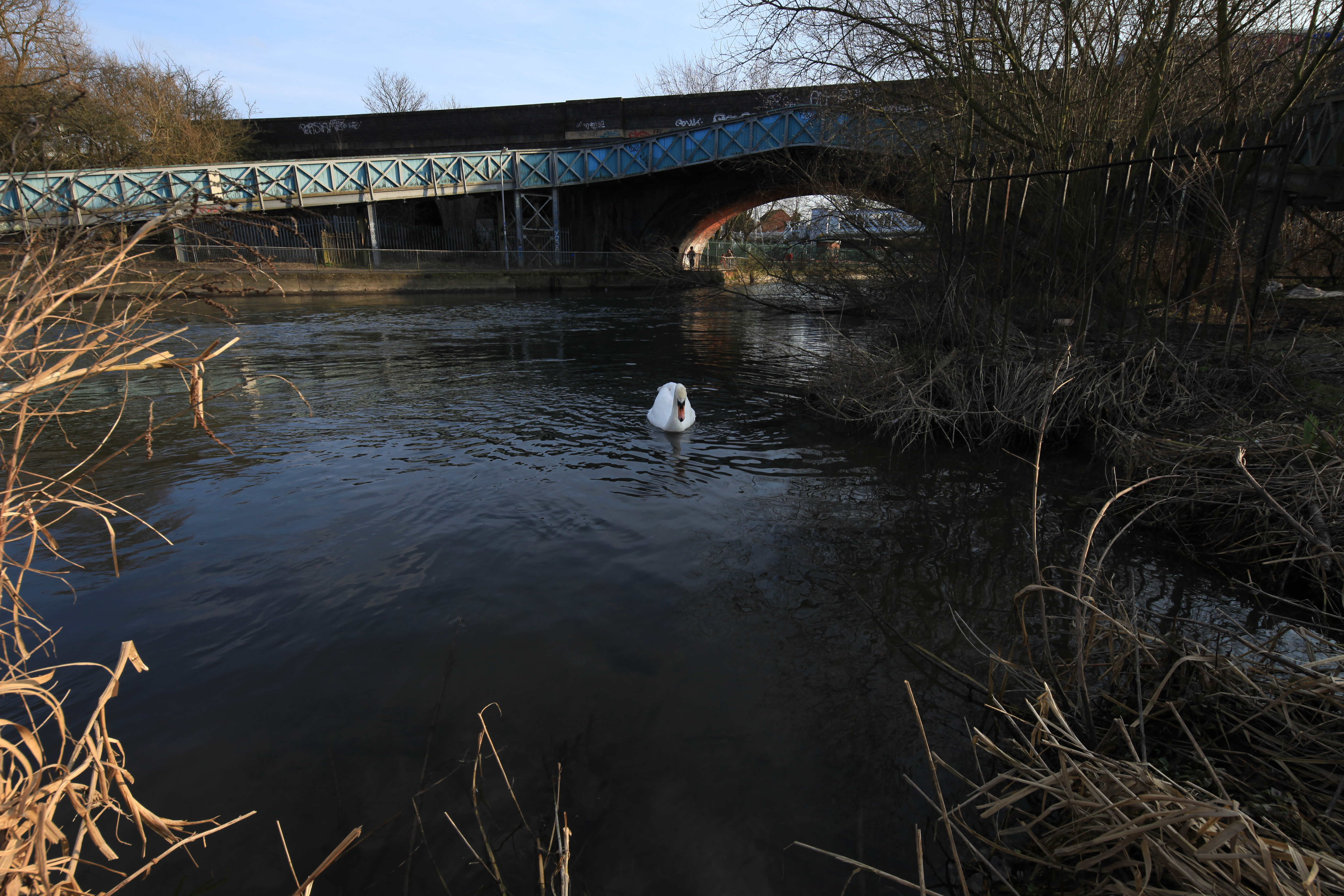
Embouchure de la rivière Kennet Mouth avec le pont de la Great Western Main Line, où la Kennet rencontre la Tamise.

Immédiatement après L'Oracle, la rivière coule sous le pont en arc appelé High Bridge, qui constitue une séparation historique et administrative sur la rivière. Le dernier mile de la rivière Kennet à Reading en aval du pont est navigable au moins depuis le XIIIe siècle. Parce qu'il n'ya pas de large plaine inondable, les quais ont pu être construits au cours du Moyen Âge ce qui a permis à Reading de s'imposer comme un port fluvial. À l'origine ce court tronçon de la rivière, qui comprend de l’écluse de Blake, était sous le contrôle de l'abbaye de Reading, mais aujourd'hui, il est administré par l'Agence de l'environnement, comme si elle faisait partie de la Tamise,. Le Horseshoe Bridge (pont du fer à cheval) à l'embouchure de la Kennet a été construit comme un pont de chemin de fer en 1839, et l’habillage en bois sur le treillis en fer a été ajouté en 1892.

## Le canal aujourd'hui

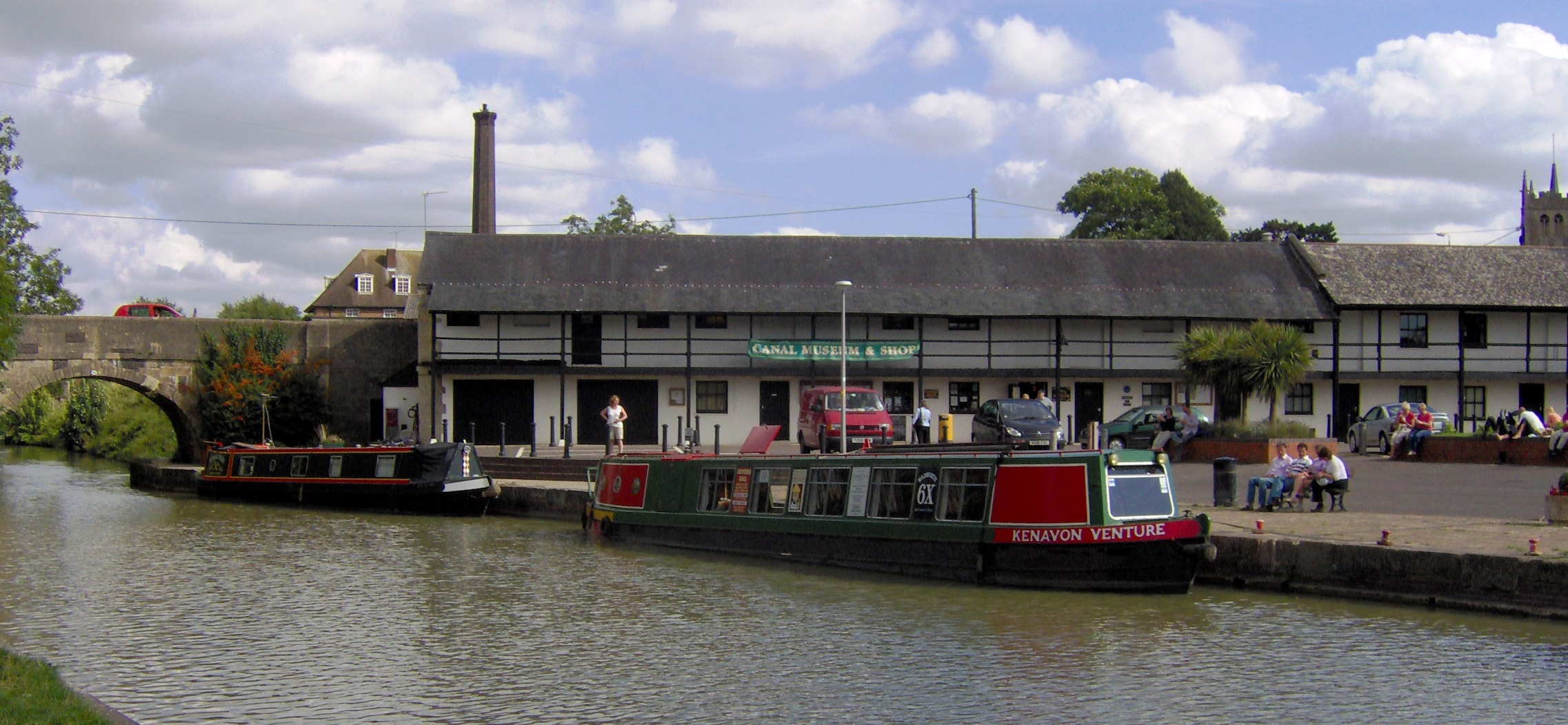
Musée du canal sur le quai de Devizes.

Le canal est aujourd'hui une destination touristique de mémoire. Le nautisme, avec péniches étroites et des bateaux de plaisance à moteur, est une attraction touristique populaire en particulier durant les mois d'été. Les embarcations privées et les bateaux de location sont bien en évidence dans les marinas, et il y a de nombreux clubs de canoë le long de son cours. Le marathon international de canoë de Devizes à Westminster démarre sur les quais de Devizes, le site du musée du canal Kennet et Avon, aux premières lueurs du Vendredi saint de chaque année et les concurrents doivent négocier 75 écluses sur le 201 km (125 miles) du parcours entre Devizes et la ligne d’arrivée à Westminster. Le temps du vainqueur se situe généralement autour de 17 heures et demie.
Le cyclisme est autorisé le long du chemin de halage du canal à l'exception d’une section longue de 600 mètres (656 yards) à proximité de Woolhampton. Certaines sections du chemin de halage du canal ont été améliorées et élargies pour les rendre plus adaptés aux cyclistes et aux handicapés. En vertu d'un accord de partenariat impliquant British Waterways, Sustrans, et les autorités locales riveraines, deux sections principales du canal ont été améliorées, et, avec quelques courts détournements, court de Reading à Marsh Benham et de Devizes à Bath dans le cadre de la Route 4 du réseau national cycliste (‘’National Cycle Network’’). La pêche des brèmes, tanches, gardons, rotengles, perches, goujons, brochets et des carpes est autorisée toute l'année à partir du chemin de halage du canal, mais presque toute sa longueur est louée à des associations de pêche à la ligne ou à des clubs de pêche. Il existe une variété de pubs, de boutiques et de salons de thé sur les rives. L’administration du canal Kennet et Avon exploite des magasins et salons de thé à l’écluse d'Aldermaston, sur le quai de Newbury, à la station de pompage de Crofton, à Devizes, et à Bradford on Avon.

### Écologie
Le canal et ses environs sont importants pour la conservation de la faune. Il existe plusieurs sites d'intérêt scientifique particulier, qui présentent une grande biodiversité. Les principaux sites qui abritent plusieurs espèces rares sont les gravières d’Aldermaston, Woolhampton, les roselières de Thatcham,, le marai de Freeman, et Hungerford. Il y a aussi beaucoup de réserves naturelles non-statutaires le long du canal. Plus de 100 espèces différentes d'oiseaux ont été enregistrées dans les enquêtes sur toute la longueur du canal, dont 38 pouvaient être classés comme des oiseaux spécifiques aux voies d’eau, dont le héron cendré (Ardea cinerea), le bruant des roseaux (Emberiza schoeniclus) et martin-pêcheur d'Europe (Alcedo atthis). Quatorze espèces s’y reproduisent dont l'hirondelle de rivage (Riparia riparia), qui nichent dans des tuyaux de drainage, dans les murs de briques du canal dans le centre de Reading. Le réservoir Wilton et les carrières de gravier de la vallée de la Kennet fournissent des habitats pour la reproduction et l'hivernage de la sauvagine. Plusieurs espèces d'odonates (libellules et zygoptera) et d'autres invertébrés ont également été enregistrées. le roseau commun (Phragmites australis) est parmi les espèces végétales qui poussent le long des bords du canal,. Les mesures visant à préserver et créer l’habitat du campagnol terrestre (Arvicola amphibius ou A. terrestrisis) ont eu un impact considérable sur la restauration du canal, et de nouvelles techniques de protection des berges compatible avec le campagnol ont été développés.